# Koleje wąskotorowe w Polsce

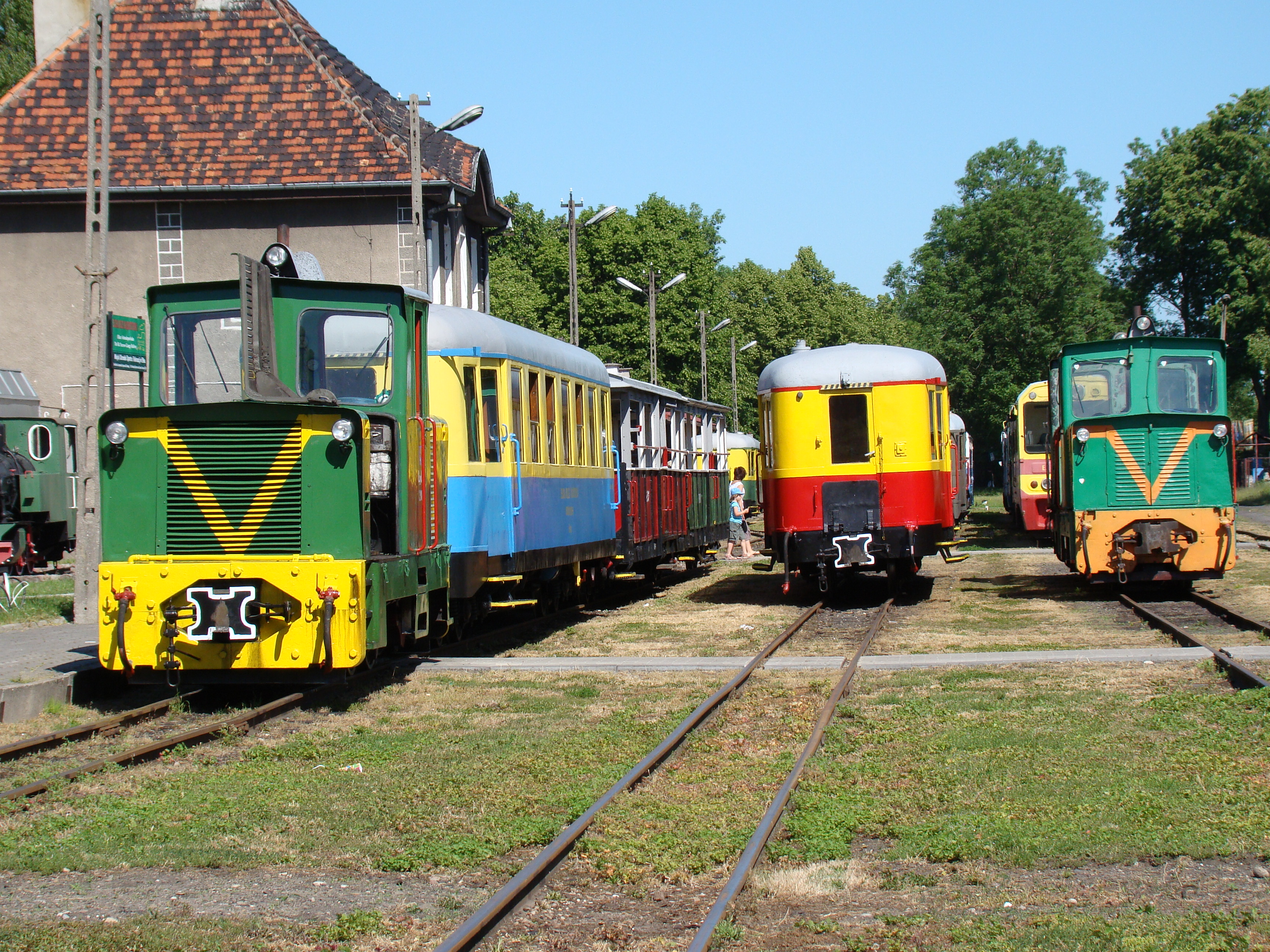
Koleje wąskotorowe w Polsce

Koleje wąskotorowe w Polsce – sieć linii kolejowych na terenie Polski, których rozstaw toru jest mniejszy niż 1435 mm.

## Historia
Koleje wąskotorowe na ziemiach polskich budowane były od XIX wieku. Na kolejach wąskotorowych można stosować większe pochylenia oraz łuki o mniejszym promieniu niż na liniach kolei normalnotorowych. Zastosowanie takich rozwiązań technicznych powoduje znaczne obniżenie zdolności przewozowej, ale jednocześnie daje niższe koszty budowy oraz możliwości realizacji infrastruktury w trudnym terenie. W związku z tym linie wąskotorowe budowane były głównie na potrzeby lokalnego przemysłu: wydobywczego, hutnictwa, leśnictwa oraz obsługi dużych majątków ziemskich. Ważną rolę w powstawaniu sieci kolei wąskotorowych odegrała również I wojna światowa, gdy na terytorium ziem polskich powstało wiele linii przeznaczonych do obsługi zaopatrzenia niemieckich wojsk okupacyjnych i frontowych.
W Polsce na przestrzeni lat używano około 20 prześwitów wąskotorowych, od 435 do 1050 mm, z tego najpowszechniejsze były: 600 mm, 750 mm, 785 mm i 1000 mm. Najbardziej rozpowszechnionym i zarazem najmniejszym prześwitem na kolejach użytku publicznego był 600 mm. Od 1928 r. Ministerstwo Komunikacji rozpoczęło przebudowę kolei o torze 600 mm na szerokość 750 mm. Prace te postępowały powoli i kontynuowano je po wojnie, w latach 50. i 60. XX wieku.
W 1939 roku w Polsce było 350 km linii kolejowych użytku publicznego o szerokości 1000 mm (prywatnych lub samorządowych). Po znacjonalizowaniu tych linii i przejęciu 543 km linii na byłych terenach niemieckich po II wojnie światowej, PKP zarządzały 914 km linii o szerokości 1000 mm. Przed wojną istniało również przynajmniej 50 km linii przemysłowych o tej szerokości toru, a po wojnie – 120 km.
Od początku lat 50. do końca XX w. wszystkie koleje użytku publicznego były uznawane za własność Polskich Kolei Państwowych i funkcjonowały w strukturach PKP. Koleje wąskotorowe w Polsce podzielone były na trzy kategorie, prędkość maksymalna na liniach kategorii 1 wynosiła 40 km/h, kategorii 2 – 30–40 km/h, a kategorii 3 – poniżej 30 km/h; odpowiednio mniejsze też było roczne obciążenie linii.
W 1950 r. długość linii wąskotorowych użytku publicznego pod zarządem Polskich Kolei Państwowych wynosiła 4146 km, z tego 1293 km o prześwicie 600 mm. Z nich, 811 km przebudowano następnie na szerokość 750 mm. Spośród kolei przemysłowych, w 1950 r. było 951 km kolei leśnych i 724 km kolei cukrowniczych.
W 1999 r. pod zarządem Polskich Kolei Państwowych były 24 wąskotorowe linie kolejowe podlegające Dyrekcji Kolei Dojazdowych o łącznej długości 1572 km, w tym 968 km linii czynnych. Koleje podlegające zamiejscowemu wydziałowi Kolei Dojazdowych w Poznaniu w 1998 roku przewiozły jeszcze 285 004 t towarów i 303 021 osób. Po 2000 r. w związku z restrukturyzacją Polskich Kolei Państwowych zarząd nad kolejami wąskotorowymi użytku publicznego przeszedł na samorządy lokalne. Zdecydowały się one przejąć na własność 12 linii o łącznej długości 968 km.
Jako wyjątek, w 2013 roku powstała zbudowana od podstaw nowa parkowa Krośnicka Kolej Wąskotorowa.
Najstarszą istniejącą sieć kolei wąskotorowych na ziemiach polskich i zarazem najstarszą nieprzerwanie działającą sieć takich kolei na świecie stanowią Górnośląskie Koleje Wąskotorowe, których początek datuje się na 1853 rok. Największym zarządcą kolei wąskotorowych w Polsce jest Stowarzyszenie Kolejowych Przewozów Lokalnych.
W XXI wieku koleje wąskotorowe w Polsce spełniają w przeważającym zakresie jedynie funkcje turystyczne, kursując na ogół w weekendy od maja do października, ewentualnie codziennie w lipcu i sierpniu, kiedy przypada szczyt przewozów. Jako wyjątek całoroczny ruch publiczny nadal prowadziła Pleszewska Kolej Dojazdowa (stan na 2020 rok – 7,1 tys. pasażerów). Łączna liczba pasażerów kolei wąskotorowych od 2007 roku nie spadała poniżej 480 tysięcy rocznie, z tendencją wzrostową od 2014 roku. W rekordowym 2016 roku przewieziono 975,2 tysiąca pasażerów, a w 2019 roku 916,9 tysiąca. W 2020 roku w Polsce funkcjonowało 25 wydzielonych czynnych linii wąskotorowych o łącznej długości 420,3 km, a dalsze cztery były nieczynne.
| Rok  | Liczba pasażerów |
| ---- | ---------------- |
| 2013 | 482,0 tys.       |
| 2014 | 691,5 tys.       |
| 2015 | 725,1 tys.       |
| 2016 | 975,2 tys.       |
| 2017 | 856,1 tys.       |
| 2018 | 892,9 tys.       |
| 2019 | 916,9 tys.       |
| 2020 | 564,6 tys.       |
| 2021 | 890,3 tys.       |
| 2022 | 880,9 tys.       |
| 2023 | 948,0 tys.       |

## Infrastruktura
Infrastruktura kolei wąskotorowych cechuje się bardzo dużym zróżnicowaniem, związanym m.in. z historycznym tłem powstania danej linii. W latach 2014–2016 łączna długość takich linii wyniosła 649 km. W 2016 r. eksploatowano blisko 395 km. Znacznie mniejsza długość użytkowanych linii wynika najczęściej ze złego stanu technicznego infrastruktury uniemożliwiającego wykorzystanie dawnych szlaków.

### Linie kolejowe

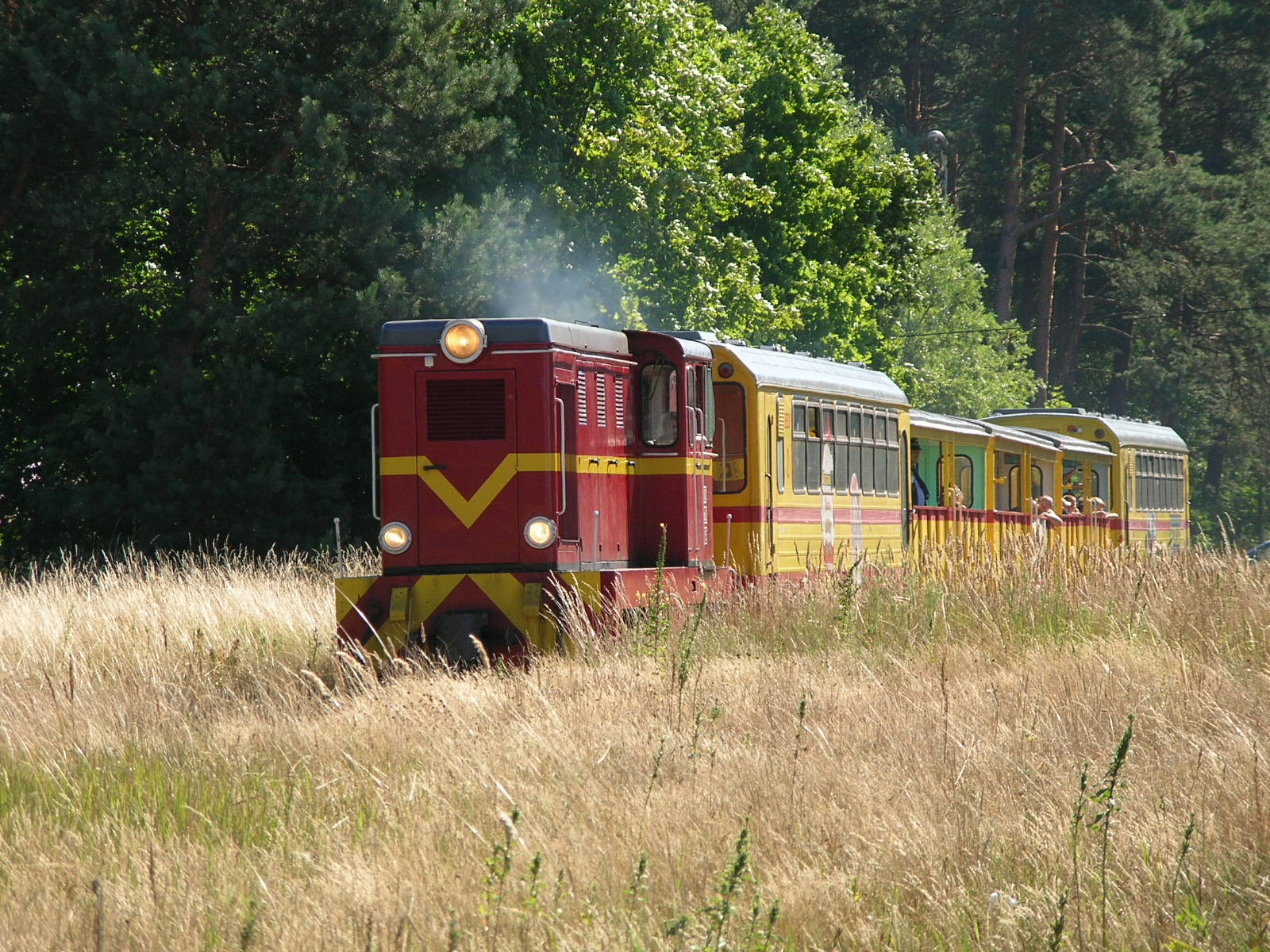
Lxd2, Żuławska Kolej Dojazdowa

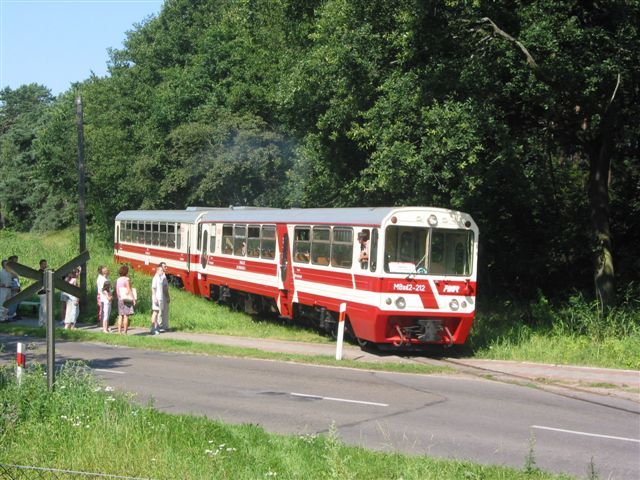
Wagon silnikowy MBxd2-212 w Jantarze

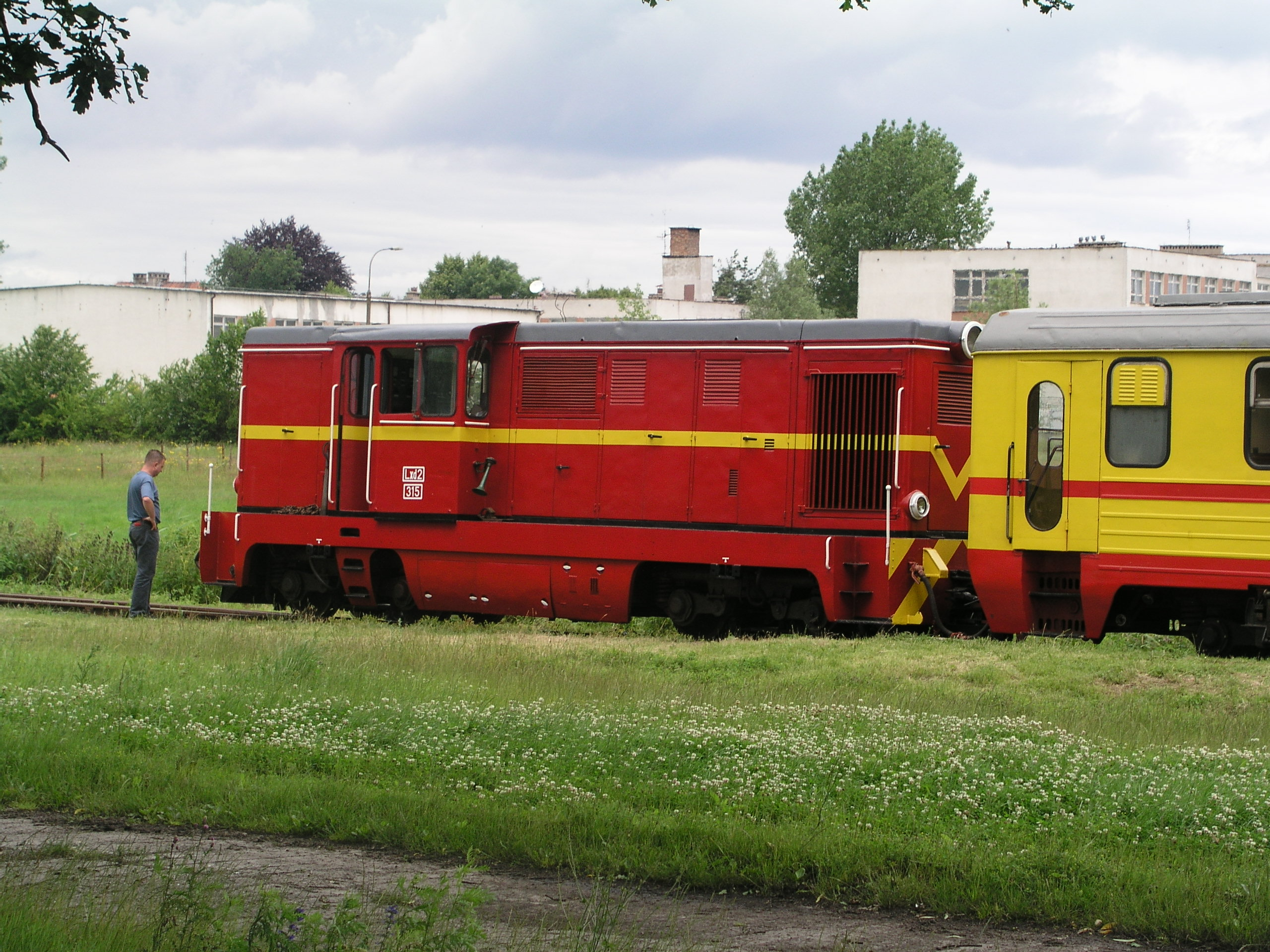
Wąskotorowa lokomotywa spalinowa Lxd2-315 Żuławskiej Kolei Dojazdowej na stacji końcowej Sztutowo

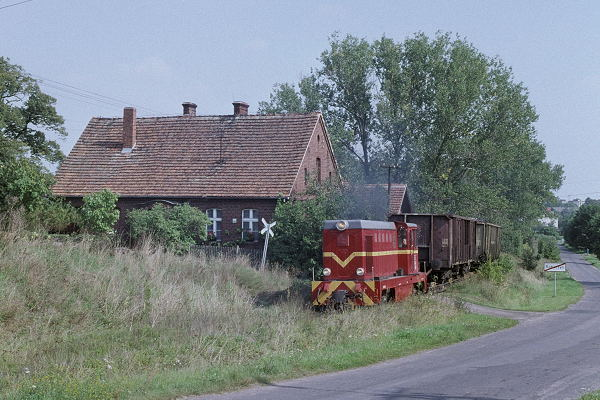
Wąskotorowy spalinowóz Lxd2-266 w Robaczynie. Śmigielska Kolej Dojazdowa

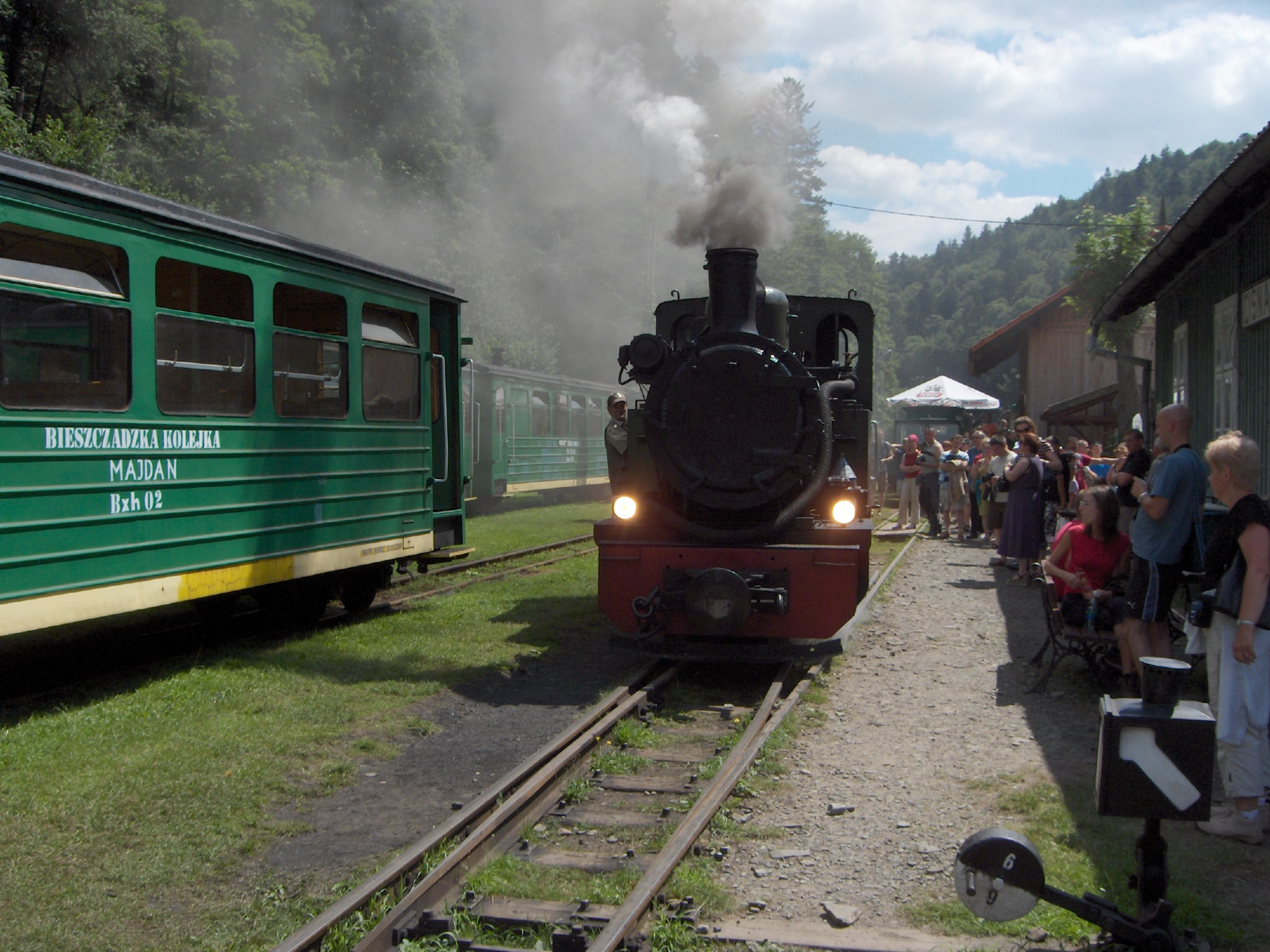
Bieszczadzka Kolejka Leśna

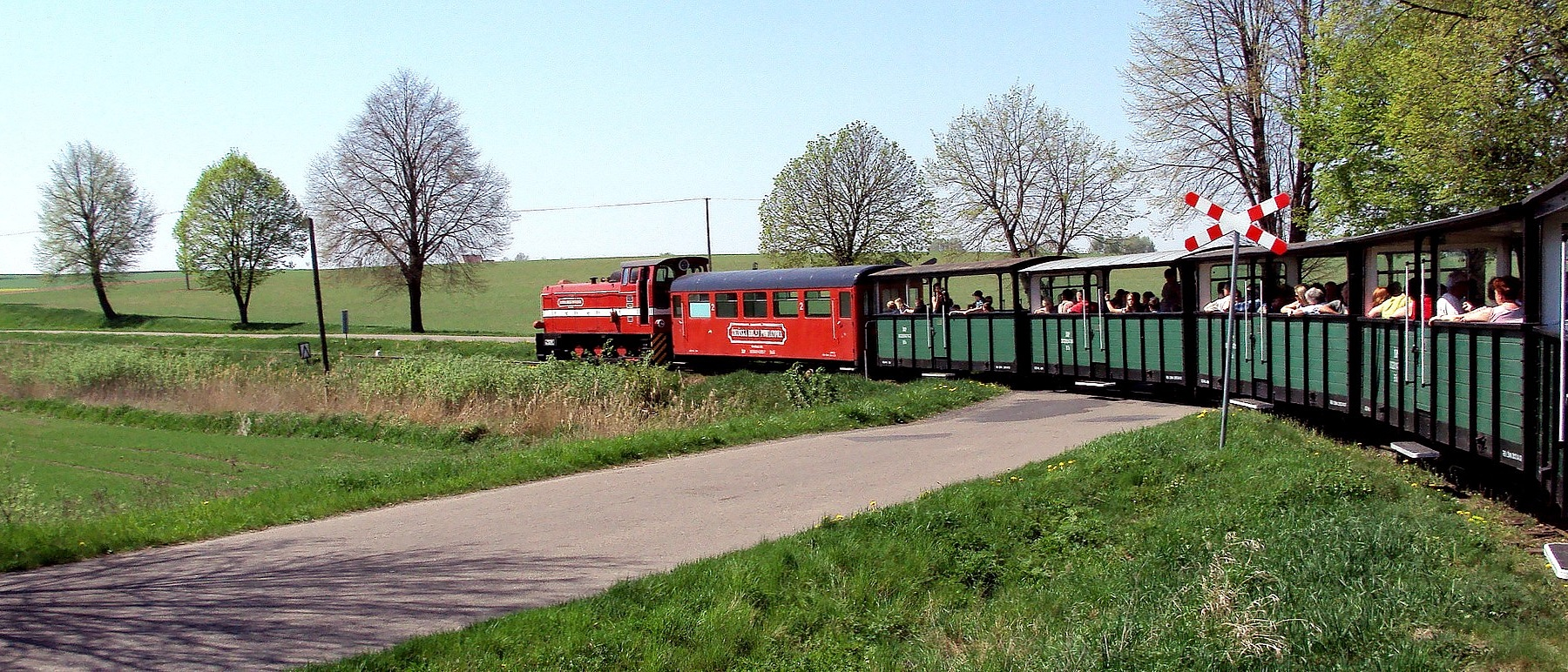
Żnińska Kolej Powiatowa

#### Lista kolei publicznych
| Nazwa obecna                     | Stan         | Rozstaw obecny (mm) | Otwarcie | Zawieszenie ruchu       | Likwidacja | Długość czynnego odcinka (km) |
| -------------------------------- | ------------ | ------------------- | -------- | ----------------------- | ---------- | ----------------------------- |
| Ełcka Kolej Wąskotorowa          | czynna       | 750                 | 1913     |                         |            | 15                            |
| Gnieźnieńska Kolej Wąskotorowa   | czynna       | 750                 | 1883     | 25.09.2015 – 08.09.2019 |            |                               |
| Górnośląskie Koleje Wąskotorowe  | czynna       | 785                 | 1853     |                         |            | 21 (Bytom) + 6 (Rudy)         |
| Hrubieszowska Kolej Dojazdowa    | nieczynna    | 750                 | 1901     | 1991                    | 1993       |                               |
| Kaliska Kolej Dojazdowa          | czynna       | 750                 | 1914     |                         |            | 30                            |
| Koszalińska Kolej Wąskotorowa    | czynna       | 1000                | 1898     |                         |            | 20                            |
| Krośniewicka Kolej Dojazdowa     | nieczynna    | 750                 |          |                         |            |                               |
| Krotoszyńska Kolej Dojazdowa     | czynna       | 750 (oraz 1435)     | 1900     |                         |            | 3                             |
| Nadmorska Kolej Wąskotorowa      | czynna       | 1000                | 1896     |                         |            | 41                            |
| Mławska Kolej Dojazdowa          | nieczynna    | 750                 |          |                         |            |                               |
| Nadwiślańska Kolejka Wąskotorowa | czynna       | 750                 |          |                         |            | 15                            |
| Piaseczyńska Kolej Wąskotorowa   | czynna       | 1000                |          |                         |            | 14                            |
| Przeworska Kolej Dojazdowa       | czynna       | 750                 | 1904     |                         |            | 46                            |
| Rogowska Kolej Wąskotorowa       | czynna       | 750                 | 1915     |                         |            | 7                             |
| Sochaczewska Kolej Muzealna      | czynna       | 750                 |          |                         |            | 18                            |
| Starachowicka Kolej Wąskotorowa  | czynna       | 750                 | 1950     |                         |            | 6 (Starachowice) + 7 (Iłża)   |
| Śmigielska Kolej Dojazdowa       | czynna       | 750                 | 1901     | 2011                    |            | 17                            |
| Średzka Kolej Dojazdowa          | czynna       | 750                 |          |                         |            | 14                            |
| Świętokrzyska Kolej Dojazdowa    | czynna       | 750                 | 1915     |                         |            | 18                            |
| Wyrzyska Kolej Powiatowa         | czynna       | 600                 |          |                         |            | 11                            |
| Żnińska Kolej Powiatowa          | czynna       | 600                 | 1894     |                         |            | 12                            |
| Żuławska Kolej Dojazdowa         | czynna       | 750                 |          |                         |            | 30                            |
| Zwierzyniec – Biłgoraj           | zlikwidowana | 750                 | 1914     | 1971                    | po 1971    |                               |
| Wrocławska Kolej Dojazdowa       | zlikwidowana | 750                 | 1899     | 1991                    | 1991       |                               |

#### Lista kolei leśnych
| Nazwa obecna                      | Stan         | Rozstaw obecny (mm) | Otwarcie | Zawieszenie ruchu | Likwidacja | Długość czynnego odcinka (km) |
| --------------------------------- | ------------ | ------------------- | -------- | ----------------- | ---------- | ----------------------------- |
| Bieszczadzka Kolejka Leśna        | czynna       | 750                 | 1895     |                   |            | 33                            |
| Kolej Leśna Puszczy Białowieskiej | czynna       | 600                 |          |                   |            | 17                            |
| Kolej Leśna Puszczy Kampinoskiej  | zlikwidowana | 600                 | 1916     | 1961              | 1961       |                               |
| Kolej leśna Puszczy Kozienickiej  | zlikwidowana | 600                 | 1916     | 1983              | 2010       |                               |
| Kolej Leśna w Lasach Janowskich   | zlikwidowana | 600                 | 1941     | 1984              | 1988       |                               |
| Wigierska Kolej Wąskotorowa       | czynna       | 600                 |          |                   |            | 10                            |
| Kolej leśna OTL Zagnańsk          | zlikwidowana | 600                 | 1916     | 1960              | 1977       |                               |

#### Lista kolei parkowych i wojskowych
| Nazwa obecna                                                 | Stan         | Rozstaw obecny (mm) | Otwarcie  | Zawieszenie ruchu | Likwidacja          | Długość czynnego odcinka (km) | Rodzaj kolejki           |
| ------------------------------------------------------------ | ------------ | ------------------- | --------- | ----------------- | ------------------- | ----------------------------- | ------------------------ |
| Kolejka Muzeum Obrony Wybrzeża w Helu                        | czynna       | 600                 |           |                   |                     |                               | parkowa (dawna wojskowa) |
| Krośnicka Kolej Wąskotorowa                                  | czynna       | 750                 | 2013      |                   |                     | 3                             | parkowa                  |
| Kolejka Parkowa Maltanka                                     | czynna       | 600                 | 1972      |                   |                     | 3,5                           | parkowa                  |
| Kolej parkowa w Parku Śląskim                                | nieczynna    | 785                 | 1958/2014 | 2011, 2017        |                     | 1,05                          | parkowa                  |
| Kolejka parkowa w Cichowie „Grześ”                           | czynna       | 241                 | 2012      |                   |                     | 0,28                          | lilipucia                |
| Kolejka parkowa w Ostrowie Wielkopolskim                     | nieczynna    | 600                 |           |                   |                     |                               | parkowa                  |
| Kolejka w Parku Kolejowym na Jurze Krakowsko-Częstochowskiej | czynna       | 184                 |           |                   |                     | 0,652                         | lilipucia                |
| Myślęcińska Kolej Parkowa                                    | zlikwidowana | 600                 | 1996      | 2011              | 2011                |                               | parkowa                  |
| Kolejka w Skansenie Maszyn Parowych w Tarnowskich Górach     | czynna       | 184                 | 2015      |                   |                     | 0,5                           | lilipucia                |
| Poligonowa kolej wąskotorowa w Toruniu                       | zlikwidowana | 600                 | 1884      |                   | koniec l. 60. XX w. |                               | polowa                   |
| Żuławska Kolej Ogrodowa                                      | czynna       | 400                 | 2014      |                   |                     | ok 0,5                        | lilipucia                |

#### Koleje przemysłowe
- Kolej wąskotorowa Cementowni Odra w Opolu
- Kolej wąskotorowa cukrowni w Brześciu Kujawskim
- Kolej wąskotorowa cukrowni w Zbiersku
- Kolej wąskotorowa Częstochowskiego Obszaru Rudonośnego
- Kolej wąskotorowa Huty Pokój w Rudzie Śląskiej
- Kolej wąskotorowa kopalni miedzi w Lubinie
- Kolej wąskotorowa kopalni miedzi w Polkowicach
- Kolej wąskotorowa kopalni węgla KWK Kazimierz-Juliusz w Sosnowcu
- Kolej Cukrowni Ostrowite